# Петикян, Грачья Ваганович
Грачья Ваганович Петикян (арм. Հրաչյա Պետիկյան; род. 23 февраля 1960, Ереван) — советский и армянский стрелок, многократный чемпион СССР и Европы, четырёхкратный чемпион мира, олимпийский чемпион (1992) по стрельбе из винтовки. Заслуженный мастер спорта СССР.

## Биография
Грачья Петикян начал заниматься пулевой стрельбой в Ереванском городском спортивно-стрелковом клубе под руководством заслуженного тренера Армении Роберта Акопяна. На протяжении многих лет входил в состав сборной СССР, становился чемпионом Европы и мира в личных и командных соревнованиях.
В 1992 году на Олимпийских играх в Барселоне представлял Армению в составе Объединённой команды. На церемонии открытия Олимпиады ему было доверено право нести флаг Армении. Наиболее успешно выступил в соревнованиях в стрельбе из винтовки с 50 метров из трёх положений, которые он выиграл с установлением олимпийского рекорда.
В дальнейшем выступал в составе сборной Армении, в 1996 году участвовал в Олимпийских играх в Атланте. После завершения своей спортивной карьеры возглавил детско-юношескую спортивную школу. В 1997—2011 годах был президентом Федерации стрельбы Армении. В 2007 и 2019 годах участвовал в церемонии зажжения огня Панармянских игр.